# Oval
 Ovo je glavno značenje pojma Oval. Za votku pogledajte Oval (votka).
U geometriji, oval (od latinskoga: ovum, jaje) svaka je krivulja koja podsjeća na jaje ili na elipsu. Za razliku od drugih krivulji, izraz oval nije dobro definiran, i mnoge različite krivulje često se nazivaju ovalima. Ove krivulje imaju sljedeće zajedničke osobine:
- diferencijabilne su (glatke), proste (ne sijeku same sebe), konveksne, zatvorene, i u ravnini;
- njihov oblik ne odstupa previše od kruga ili elipse;
- imaju barem jednu osu simetrije.